# Bongokuhle Hlongwane
Bongokuhle Hlongwane (20 de junio de 2000) es un futbolista sudafricano que juega como delantero en el Minnesota United de la MLS. Es internacional con la selección de fútbol de Sudáfrica.

## Trayectoria

### Maritzburg United
Hlongwane creció en Nxamalala (Pietermaritzburg) y jugó para Nxamalala Fast XI en la Liga Regional SAFA antes de unirse a la academia de Maritzburg United. Hizo su debut con el club en una derrota por 1-0 ante Orlando Pirates en abril de 2019 y anotó su primer gol para el club un mes después contra Marumo Gallants FC en los play-offs de descenso. Fue nominado para el premio al Jugador Joven de la Temporada de la Primera División de Sudáfrica para la campaña 2020-21. En julio de 2021, firmó un nuevo contrato de un año con el club.

### Minnesota United
El 5 de enero de 2022, el club de la MLS Minnesota United anunció la firma de Hlongwane con un contrato de tres años.

## Selección nacional
Fue convocado por primera vez a la selección sudafricana en julio de 2019, e hizo su debut internacional el 28 de julio como suplente en la derrota 3-2 ante Lesoto. El 8 de junio de 2021, hizo su segunda aparición y debut completo contra Uganda y anotó su primer gol internacional luego de un "desvío afortunado" en la victoria de su selección por 3-2. El 6 de septiembre de 2021, marcó contra Ghana en un partido de clasificación para la Copa del Mundo de 2022, Sudáfrica ganó 1-0.

## Clubes
| Club              | País           | Año           | Partidos | Goles |
| ----------------- | -------------- | ------------- | -------- | ----- |
| Maritzburg United | Sudáfrica      | 2019-2022     | 58       | 7     |
| Minnesota United  | Estados Unidos | 2022-presente | 64       | 17    |
| Total carrera     | Total carrera  | Total carrera | 122      | 24    |

- Actualizado al último partido disputado el 13 de septiembre de 2023.